# Jeremiah (série télévisée)
Pour les articles homonymes, voir Jeremiah.
Jeremiah est une série télévisée américaine en 35 épisodes de 43 minutes, créée par Joe Michael Straczynski d'après le personnage de bande dessinée éponyme de Hermann Huppen, et diffusée du 3 mars 2002 au 24 septembre 2004 sur Showtime.
En France, la série a été diffusée à partir du 9 novembre 2002 sur TPS Cinéculte, et au Québec à partir du 7 janvier 2004 sur Ztélé.

## Synopsis
La Grande Mort est un virus qui a tué tous ceux qui ont dépassé l'âge de l'innocence, tous les pubères. Les enfants d'alors ont dû survivre seuls. Quinze ans après, Jeremiah recherche toujours le Secteur de Valhalla, lieu où son père voulait se réfugier pendant la catastrophe, et dans lequel il pense trouver des renseignements concernant ses parents morts.
Au début de la série, il fait la rencontre de Kurdy qui lui vole des poissons qu'il a pêchés. Dans la ville suivante dominée par Theo, il découvre qu'il existe un lieu, « la fin du monde », où existe électricité, essence, confort, etc. Pour aider un des membres de ce lieu, Jeremiah et Kurdy rapportent un message : la Grande Mort serait de retour.

## Distribution
- Luke Perry (VF : Lionel Tua) : Jeremiah
- Malcolm-Jamal Warner (VF : Pascal Casanova) : Kurdy
- Peter Stebbings (VF : Philippe Bozo) : Marcus Alexander
- Ingrid Kavelaars (VF : Véronique Picciotto) : Erin
- Byron Lawson (VF : Guillaume Lebon) : Lee Chen
- Sean Astin (VF : Jérôme Rebbot) : Mister Smith (saison 2)
- Joanne Kelly (VF : Marie Giraudon) : Liberty « Libby » Kaufman (saison 2)
- Alex Zahara (VF : Sébastien Desjours) : Ezekiel (saison 1, 5 épisodes)

 Source et légende : version française (VF) sur RS Doublage

## Production
La série était planifiée pour s'étendre sur cinq saisons. Au cours de la production de la deuxième saison, le créateur Straczynski est en conflit créatif avec les demandes de la société MGM et a juré ne plus jamais travailler pour cette société de production. Parallèlement, Showtime décide en 2003 de ne plus produire de série du genre science-fiction et retire la série de la programmation au milieu de sa diffusion. Les épisodes restants ont été finalement « brûlés » les vendredis soirs à l'automne 2004.

## Épisodes

### Première saison (2002)
1. Le long chemin - 1re partie (The Long Road - Part 1)
2. Le long chemin - 2e partie (The Long Road - Part 2)
3. Homme de fer, femme sous verre (Man of Iron, Woman Under Glass)
4. Et la terre semée de sel (…And the Ground, Sown with Salt)
5. Naviguer au-delà des étoiles (To Sail Beyond the Stars)
6. La Sacoche (The Bag)
7. La Cité des roses (City of Roses)
8. Pare-feu (Firewall)
9. Le Baiser écarlate (The Red Kiss)
10. La Fin du voyage (Journey's End in Lovers Meeting)
11. Les Loups entre eux (Thieves' Honor)
12. Toucher n'est pas jouer (The Touch)
13. Nécessité est mère d'invention (Mother of Invention)
14. L'Alarme (Tripwire)
15. Le Cirque (Ring of Truth)
16. Lune en gémeaux (Moon in Gemini)
17. Les Cendres du passé (Out of the Ashes)
18. La fin justifie les moyens (A Means to an End)
19. Les Non-dits - 1re partie (Things Left Unsaid - Part 1)
20. Les Non-dits - 2e partie (Things Left Unsaid - Part 2)

### Deuxième saison (2003-2004)
Cette saison de quinze épisodes a été diffusée à partir du 10 octobre 2003. Après la diffusion des sept premiers épisodes, la série est retirée de l'horaire. Les huit épisodes restants ont été diffusés du 3 au 24 septembre 2004.
1. Le Gouvernement de Valhalla - 1re partie (Letters from the Other Side - Part 1)
2. Le Gouvernement de Valhalla - 2e partie (Letters from the Other Side - Part 2)
3. Les Forces attractives (Strange Attractors)
4. L'Alliance (Deus Ex Machina)
5. Les Rites de passage (Rites of Passage)
6. Le Mystérieux M. Smith (The Mysterious Mr Smith)
7. Des voix dans la nuit (Voices in the Dark)
8. Trahison (Crossing Jordan)
9. L'Homme à abattre (Running on Empty)
10. La Question (The Question)
11. Le présent est notre passé (The Past Is Prologue)
12. Qui est Daniel ? (The Face in the Mirror)
13. L'État de l'union (State of the Union)
14. Face à face - 1re partie (Interregnum - Part 1)
15. Face à face - 2e partie (Interregnum - Part 2)

### Documentation
- Lisa Benkemoun, « Jeremiah : Noir c'est noir... Mais il reste un espoir ! », BoDoï, no 53,‎ juin 2002, p. 4-5.